# Hartmut Neugebauer
Hartmut Neugebauer (Zirke, Poseni körzet (ma: Sieraków, Lengyelország), 1942. szeptember 2. – München, 2017. június 22.) német színész.

## Filmjei

### Mozifilmek
- Engelchen - oder die Jungfrau von Bamberg (1968)
- Arthur (1970, rövidfilm)
- Der Stoff aus dem die Träume sind (1972, hang)
- Liebe durch die Autotür (1972, hang)
- Die Stoßburg (1974)
- Charlys Nichten (1974)
- Champagner aus dem Knobelbecher (1975)
- Mein Onkel Theodor oder Wie man viel Geld im Schlaf verdient (1975)
- Albino (1976, hang)
- Die Brut des Bösen (1979, hang)
- Gefangene Frauen (1980, hang)
- Die Todesgöttin des Liebescamps (1981, hang)
- Geheimcode Wildgänse (1984)
- Macho Man (1985, hang)
- Szaffi (1985, német változat, hang)
- Asterix és a nagy ütközet (Astérix et le coup du menhir) (1989, német változat, hang)
- Langer Samstag (1992)
- Pepolino (Pepolino und der Schatz der Meerjungfrau) (1996, hang)
- Till Eulenspiegel (2003, hang)
- My Date from Hell (2006, hang, rövidfilm)
- Rozsdalovag (Ritter Rost - Eisenhart und voll verbeult) (2013, hang)

### Tv-filmek
- Die schwarze Sonne (1968)
- Silas (1981, hang)
- Gauner im Paradies (1985)
- Ütközéspont: Berlin (Crashpoint - 90 Minuten bis zum Absturz) (2009, hang)

### Tv-sorozatok
- A felügyelő (Der Kommissar) (1970, egy epizódban)
- Mein Bruder – Der Herr Dokter Berger (1972, egy epizódban)
- Alpha Alpha (1972, hang, kilenc epizódban)
- Münchner Geschichten (1975, egy epizódban)
- Die Unternehmungen des Herrn Hans (1976, egy epizódban)
- Doctor Snuggles (1979, német változat, hang, egy epizódban)
- Der Paragraphenwirt (1983, egy epizódban)
- Fast wia im richtigen Leben (1983–1987, két epizódban)
- Derrick (1989, két epizódban)
- Trenk, a kis lovag (Der kleine Ritter Trenk) (2011–2012, hang, 18 epizódban)